# Daniel Gottlob Türk
Pour les articles homonymes, voir Türk.
Daniel Gottlob Türk (né le 10 août 1750 à Claußnitz, en Saxe – décédé le 26 août 1813 à Halle) est un compositeur, organiste, et professeur de musique allemand de la période classique.

## Biographie
Türk a étudié le violon avec son père Daniel Türk, puis à l'école de Dresde l'orgue avec Gottfried August Homilius et plus tard à l'université de Leipzig pendant deux ans avec Johann Adam Hiller. Pendant trois mois, Daniel Gottlob Türk a pris des leçons de clavier de Johann Wilhelm Hässler. C'est Hiller qui a recommandé Türk pour son premier poste professionnel à l'Université Martin-Luther, à Halle, duché de Magdebourg. Plus tard, Türk est devenu Directeur de la Musique à l'université de Halle en 1779, et a occupé le poste de professeur de théorie musicale et d'acoustique à l'université en 1809. Du temps où il était à Halle, Türk a publié son traité Sur le Rôle de l'Organiste dans le culte qui est toujours republié.
De nombreuses danses et menuets pour le piano de Türk sont toujours populaires aujourd'hui. Sa plus notable contribution à la musique classique est le Klavierschule, une méthode pour le piano.

## Enseignement
Türk a d'abord appris la musique auprès de son père, puis auprès de Gottfried August Homilius à Dresde, qui fut l'élève de Johann Sebastian Bach. Türk était un enseignant doué, qui a eu comme élèves Friedrich Christian Hermann Uber (de) et Karl Traugott Zeuner.

## Œuvres
Ses œuvres théoriques et didactiques sont :
- Von den wichtigsten Pflichten eines Organisten (Leipzig u. Halle 1787, nouvelle édition von Naue. 1838)
- Klavierschule, avec des remarques critiques (Leipzig 1789)
- Kurze Anweisung zum Generalbaßspielen (Leipzig 1791; 5. édition. von Naue, 1841)
- Anleitung zu Temperaturberechnungen (Leipzig 1806, 1808)